# Célestin Renoux
Pour les articles homonymes, voir Renoux.
Le révérend père (R. P.) Célestin Renoux (1876-1942) est un missionnaire français.

## Biographie
Le R. P. Célestin Renoux est né à Saint-Cyr-du-Doret (Charente-Maritime) en 1876 et décédé à  Karikal en Inde en 1942.
Fils d’agriculteurs, il entra au grand séminaire de La Rochelle puis au séminaire des Missions étrangères de Paris (MEP) en 1898. Il fut ordonné prêtre en juin 1900 et partit pour les Indes britanniques en juillet de la même année.
Il fut successivement professeur au petit séminaire de Pondichéry, vicaire à Viriyur, responsable de l’école des catéchistes de Villupuram, curé de la paroisse du Sacré-Cœur de Pondichéry, directeur spirituel de l’école Saint-Joseph à Cuddalore et, enfin, aumônier des carmélites de Karikal, jusqu’à sa mort en 1942.